# Fort Bridger

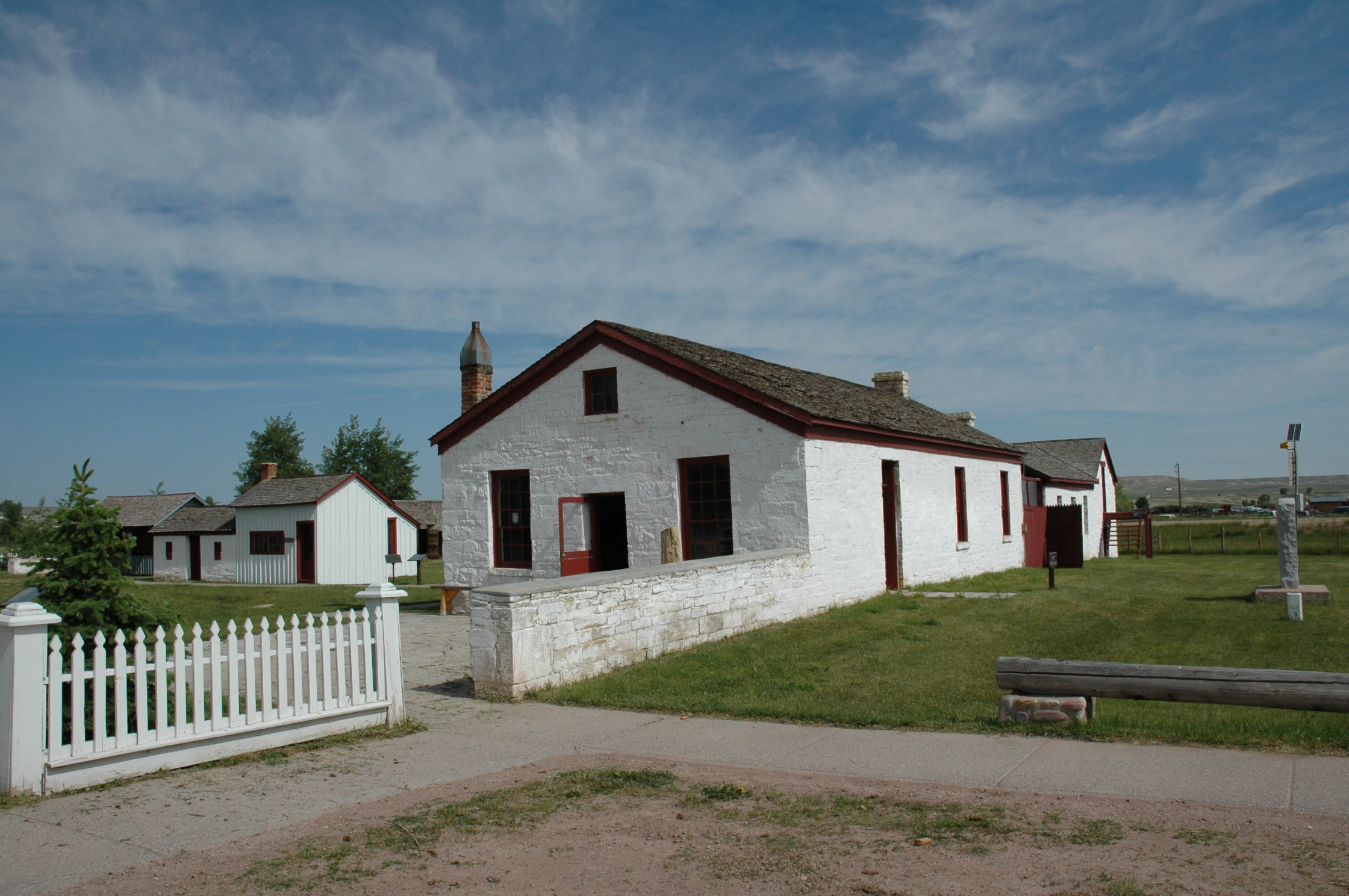
Fort Bridger

Fort Bridger era in origine un avamposto di commercio delle pellicce del XIX secolo, fondato nel 1842 sul fiume Blacks Fork (un affluente del Green River) e successivamente un punto di rifornimento vitale per i convogli di vagoni dell’Oregon Trail, del California Trail e del Mormon Trail. L'esercito fondò un presidio militare nel 1858 durante la Guerra dello Utah, finché non fu chiuso definitivamente nel 1890. Una piccola città, anch'essa chiamata Fort Bridger, rimane vicino al forte e prende il nome da esso.

## L'avanposto commerciale di Bridger
L'avanposto fu fondato dal montanaro Jim Bridger, dal cui nome deriva quello dell'avamposto, e da Louis Vasquez.

## I mormoni e il forte per i rifornimenti
Con l'arrivo dei pionieri mormoni nel 1847 sorsero delle dispute tra Bridger e i nuovi coloni. Nel 1853 una milizia di mormoni fu mandata ad arrestarlo per aver venduto alcol e armi da fuoco ai nativi americani, una violazione della legge federale. Egli sfuggì alla cattura, ritornando temporaneamente nell’Est; in quello stesso anno i mormoni fondarono vicino al forte esistente un loro forte per i rifornimenti. Nel 1855 i mormoni presero il controllo del forte, secondo quanto si dice comprandolo da Bridger per 8.000 $ in monete d'oro.

## La guerra dello Utah

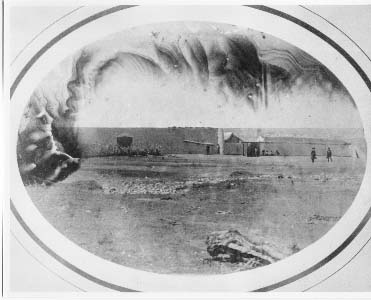
Fort Bridger, 1858. di Samuel C. Mills, fotografo con la spedizione Simpson. Cortesia della Biblioteca del Congresso degli USA

I rapporti tra i capi dei mormoni del Territorio dello Utah e le autorità federali a Washington si deteriorarono. Dopo l'elezione del presidente Buchanan, fu ordinato all'esercito d'insediare un nuovo governatore, rimpiazzando Brigham Young, oltre a stabilire una presenza militare. Quando l'esercito avanzò, i mormoni nella valle del Green River si ritirarono, bruciando il forte per le provviste e la città. La notte del 7 ottobre 1857, "Wild Bill" Hickman mise a fuoco Fort Bridger per impedire che cadesse nelle mani dell'esercito degli Stati Uniti che si stava avvicinando durante la Guerra dello Utah. L'esercito svernò vicino a Fort Bridger. Nel giugno 1858, quando la maggior parte dell'esercito di Johnston si mise in cammino per Salt Lake City, due compagnie di truppe rimasero indietro e fondarono Fort Bridger quale avamposto ufficiale dell'esercito. Le altre truppe proseguirono e alla fine fondarono Camp Floyd a sud di Salt Lake City.
William A. Carter fu nominato quale sutler dell'avamposto a Fort Bridger nel 1858. Probabilmente più di ogni altro individuo, la storia dell'avamposto gira attorno a questo mercante civile che rimase al centro dell'attività dell'avamposto per la sua intera storia.
Alla fine delle ostilità, il Congresso degli Stati Uniti respinse le pretese di Brigham Young al forte, né riconobbe le continue pretese di Jim Bridger.